# Louis Artaud
Louis Artaud (* 20. Mai 1852 in Le Puy-Sainte-Réparade, Region Provence-Alpes-Côte d’Azur; † 12. Dezember 1937 ebenda) war ein französischer Politiker. Er war von 1920 bis 1921 Mitglied des Senats.
Artaud war hauptberuflich Landwirt und begann seine politische Karriere mit dem Einzug in den Generalrat des Départements Bouches-du-Rhône. Durch den Tod Paul Peytrals war Ende 1919 ein Sitz im Senat frei geworden, um den Artaud sich bewarb. Bei der Nachwahl Anfang 1920 konnte er sich durchsetzen und war im Senat für landwirtschaftliche Angelegenheiten zuständig. Bei der regulären Wahl im Januar 1921 verlor er und schied somit nach nur einem Jahr wieder aus dem Senat aus. Fortan lebte er in seinem Heimatort Le Puy-Sainte-Réparade. Dort starb er 1937. Artaud war seit 1903 Ritter der Ehrenlegion.